# Raimundo de Madrazo
Raimundo de Madrazo y Garreta (Roma, 24 giugno 1841 – Versailles, 15 settembre 1920) è stato un pittore spagnolo, ritrattista, esponente della terza generazione di una famiglia di pittori figurativi tra i più rappresentativi del XIX secolo.

## Biografia

### Famiglia
Il padre era il famoso pittore Federico de Madrazo e il nonno paterno l'altrettanto famoso pittore neoclassico José de Madrazo, dei quali fu allievo così come suo fratello Ricardo anch'egli pittore. Anche gli zii paterni Luis e Pedro erano pittori di successo.
Suo cognato era il famoso pittore spagnolo Mariano Fortuny con cui condivise soggiorno e esperienze artistiche in Francia.
Anche suo figlio Federico de Madrazo y Ochoa (1874–1935) seguì con successo le sue orme artistiche.

### Formazione
Completati gli studi artistici presso la Real Academia de Bellas Artes de San Fernando dove ebbe come maestri Carlos Luis de Ribera (1815–1891) e Carlos de Haes, a diciannove anni, nel 1860, si trasferì a Parigi dove fu allievo del pittore Léon Cogniet e dove anche fu influenzato dal pittore belga Alfred Stevens suo amico.

### Carriera

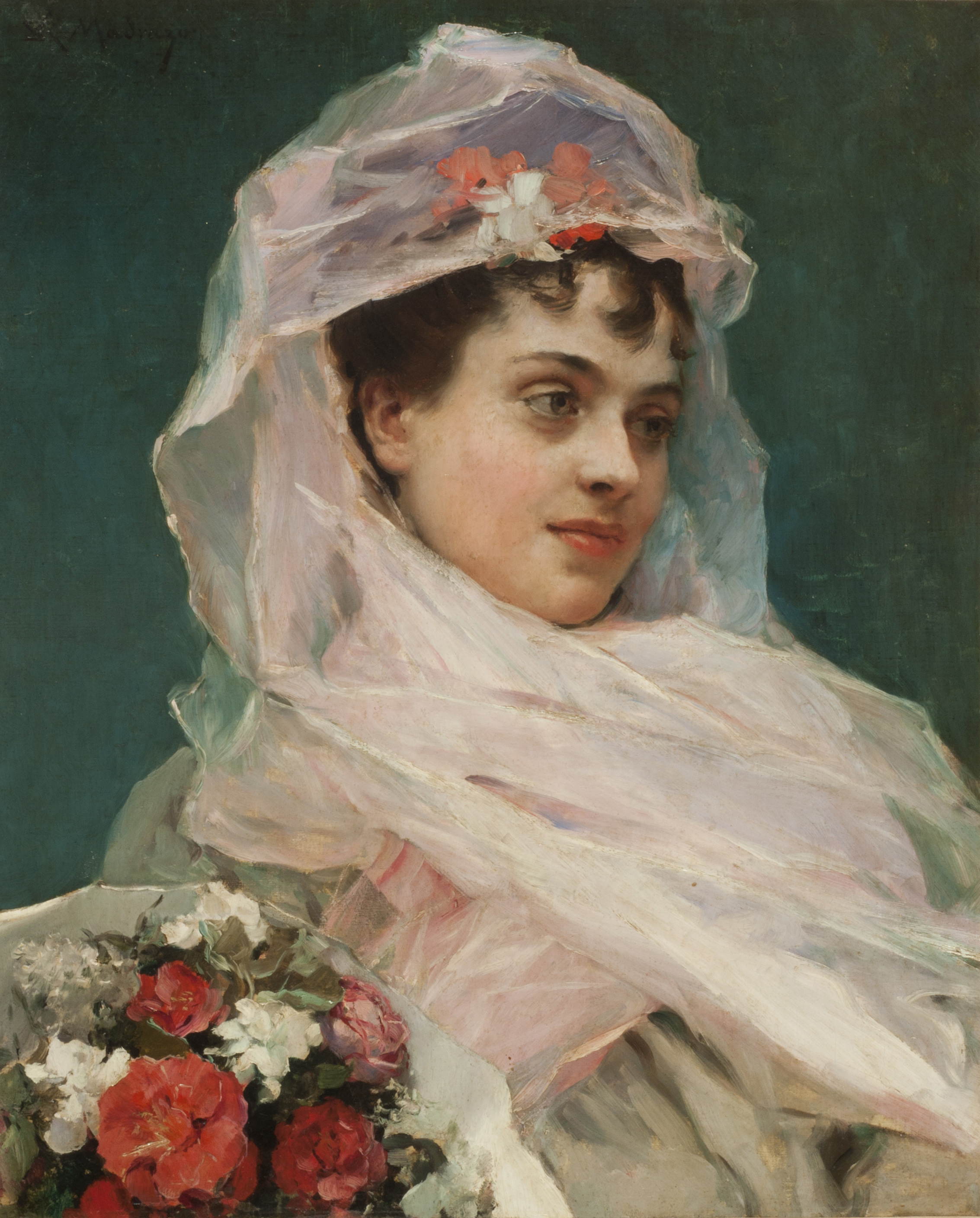
Aline Masson con tocado de gasa, ca. 1880.

A Parigi, suo luogo d'elezione, trascorse gran parte della vita facendo numerosi viaggi a New York dove le sue opere trovarono un ricco mercato di estimatori.
A contatto con l'ambiente artistico cosmopolita parigino la sua arte si affrancò dai rigori accademici classici della sua prima formazione per approdare a uno stile delicato e sofisticato, soprattutto nei ritratti, che furono molto apprezzati sia in Francia che negli Stati Uniti d'America, dove i maggiori collezionisti si contendevano a peso d'oro le sue opere, mentre in Spagna non partecipò a nessuna esposizione.
Nel 1882 con Giuseppe De Nittis, Stevens e il gallerista Georges Petit, fondò la Esposizione Internazionale di Pittura con la finalità di promuovere gli artisti stranieri a Parigi.
Nel 1889 fu insignito della Legion d'onore in riconoscimento della sua partecipazione alla Esposizione Internazionale di quell'anno.

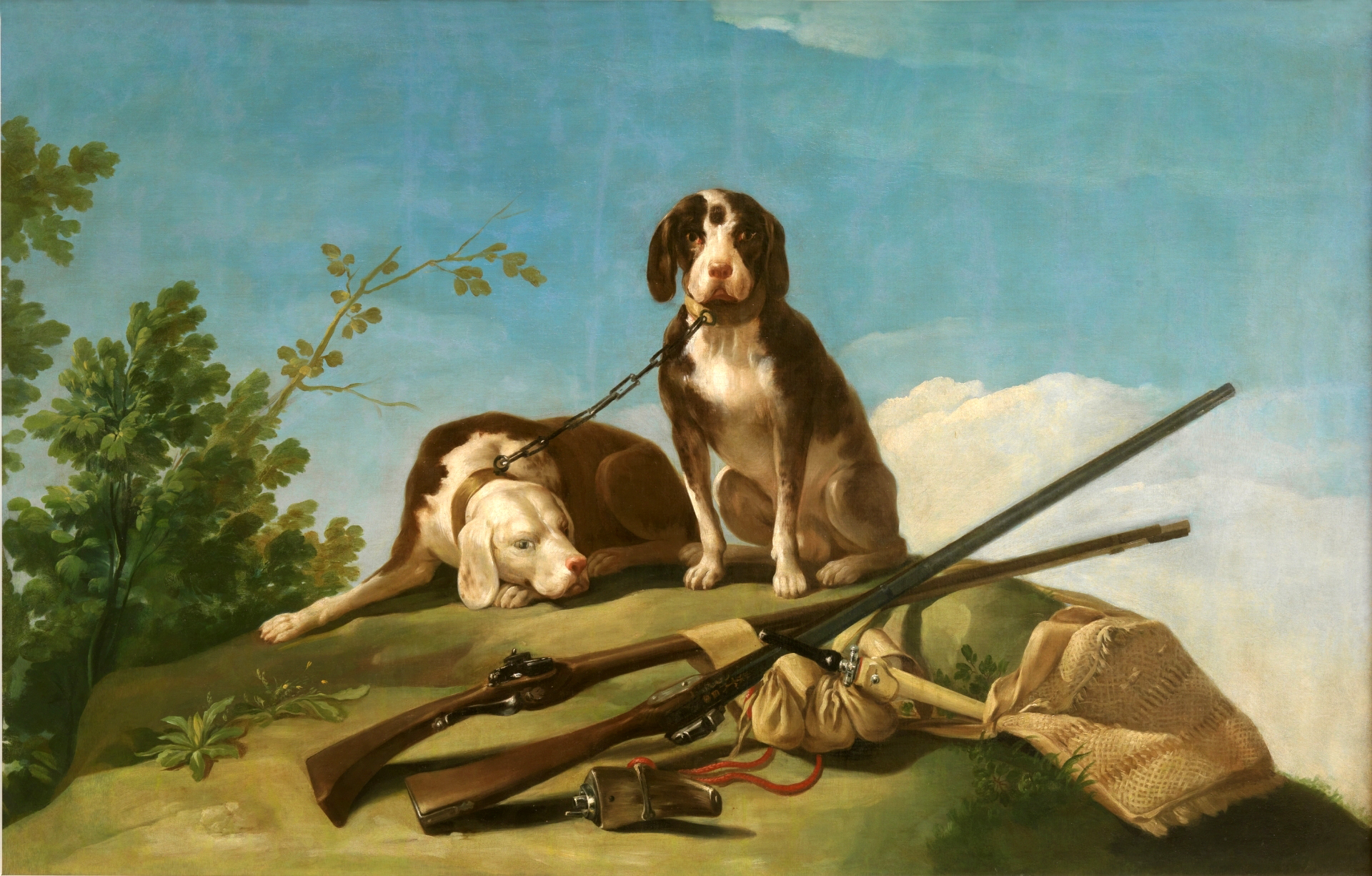
Francisco Goya, Cani al guinzaglio, 1775, Madrid, Museo del Prado.

Nel 1894 donò al Museo del Prado di Madrid alcuni cartoni realizzati da Francisco Goya per le tappezzerie reali fra cui quello intitolato Cani al guinzaglio (Perros y útiles de caza).
La sua copiosa produzione artistica annovera poco meno di cinquemila opere.
Morì il 15 settembre 1920.